# Красноборский железоделательный завод
Красноборский железоделательный завод — казенный сыродутный железоделательный завод, основанный в 1640-х годах вблизи современного города Красновишерска Пермского края. Год основания и закрытия неизвестны.

## Географическое положение
Завод находился на правом берегу реки Вишеры в Чердынском уезде Пермской губернии, в «Красном бору», в литературе именуется как Красноборский, в 18 километрах от современного города Красновишерска.

## История создания
В 1620-х годах в верховьях Камы Чердынского уезда была найдена железная руда и тогда же был основан первый в Прикамье казённый железоделательный завод, а в 1640 году согласно Росписи Чердынского уезда государев железный завод на Красном бору был оснащён одной домницей с двумя сыродутными горнами, так начал свою работу Красноборский железоделательный завод.
Завод был государственным, работал на болотной руде и производил кричное железо. Предприятие состояло из нескольких построек: избы для работников, домницы с двумя горнами и кузницы. Производительность завода неизвестна. Остатки завода выявлены и обследовались археологами Пермского государственного университета.
На заводе работали крестьяне Чердынского уезда. Из-за истощения руд завод закрылся.